# Voltaggio
Voltaggio est une commune de la province d'Alexandrie dans le Piémont en Italie.

## Administration
| Période                                  | Période  | Identité                 | Étiquette    | Qualité             |
| ---------------------------------------- | -------- | ------------------------ | ------------ | ------------------- |
| 8 juin 2009                              | En cours | Lorenzo Giovanni Repetto | Lista Civica | Voltaggio da vivere |
| Les données manquantes sont à compléter. |          |                          |              |                     |

### Hameaux
Molini di Voltaggio 

### Communes limitrophes
Bosio, Campomorone, Carrosio, Fraconalto, Gavi, Isola del Cantone, Mignanego, Ronco Scrivia

### Évolution démographique
Habitants recensés